# Oligoclada walkeri
Oligoclada walkeri là loài chuồn chuồn trong họ Libellulidae. Loài này được Geijskes mô tả khoa học đầu tiên năm 1931.